# Fosses-la-Ville
Fosses-la-Ville (wa. Fosse-li-Veye) – miasto w Belgii, w Regionie Walońskim, w prowincji Namur, w okręgu Namur. 1 stycznia 2024 roku liczyło 10 418 mieszkańców.

## Podział administracyjny
W skład miasta wchodzi pięć dzielnic (section):
- Aisemont
- Le Roux
- Sart-Eustache
- Sart-Saint-Laurent
- Vitrival

## Współpraca
Miejscowości partnerskie:
- Orbey, Francja
- Robecco sul Naviglio, Włochy